# 吳錡 (永樂進士)
吳錡，广东琼山县西厢人，明朝政治人物。
永樂十九年（1421年）辛丑科進士，授伊寧縣知縣。